# Ornithoptera meridionalis
Ornithoptera meridionalis är en fjärilsart som först beskrevs av Rothschild 1897.  Ornithoptera meridionalis ingår i släktet Ornithoptera och familjen riddarfjärilar. IUCN kategoriserar arten globalt som starkt hotad. Inga underarter finns listade i Catalogue of Life.

## Bildgalleri

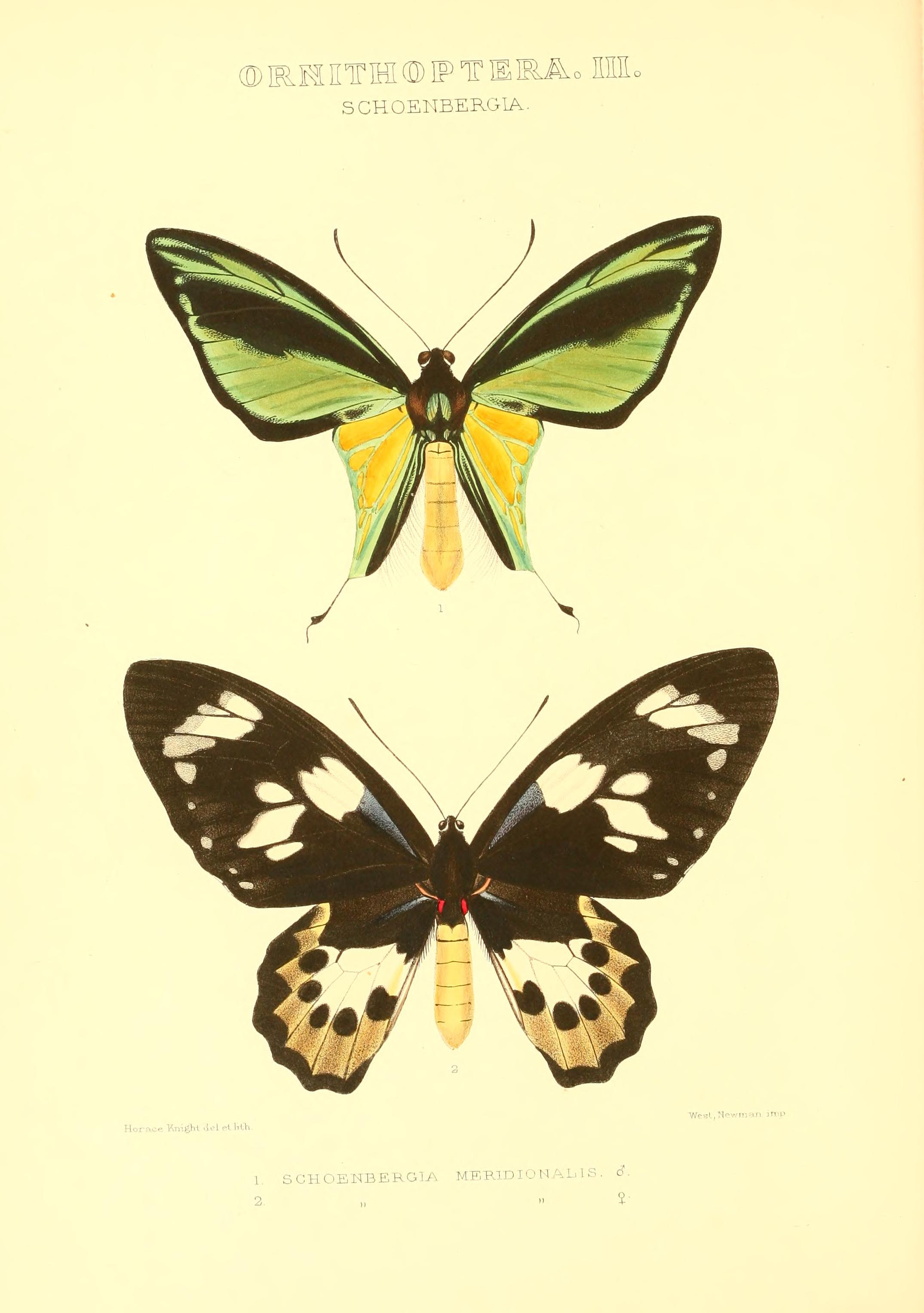
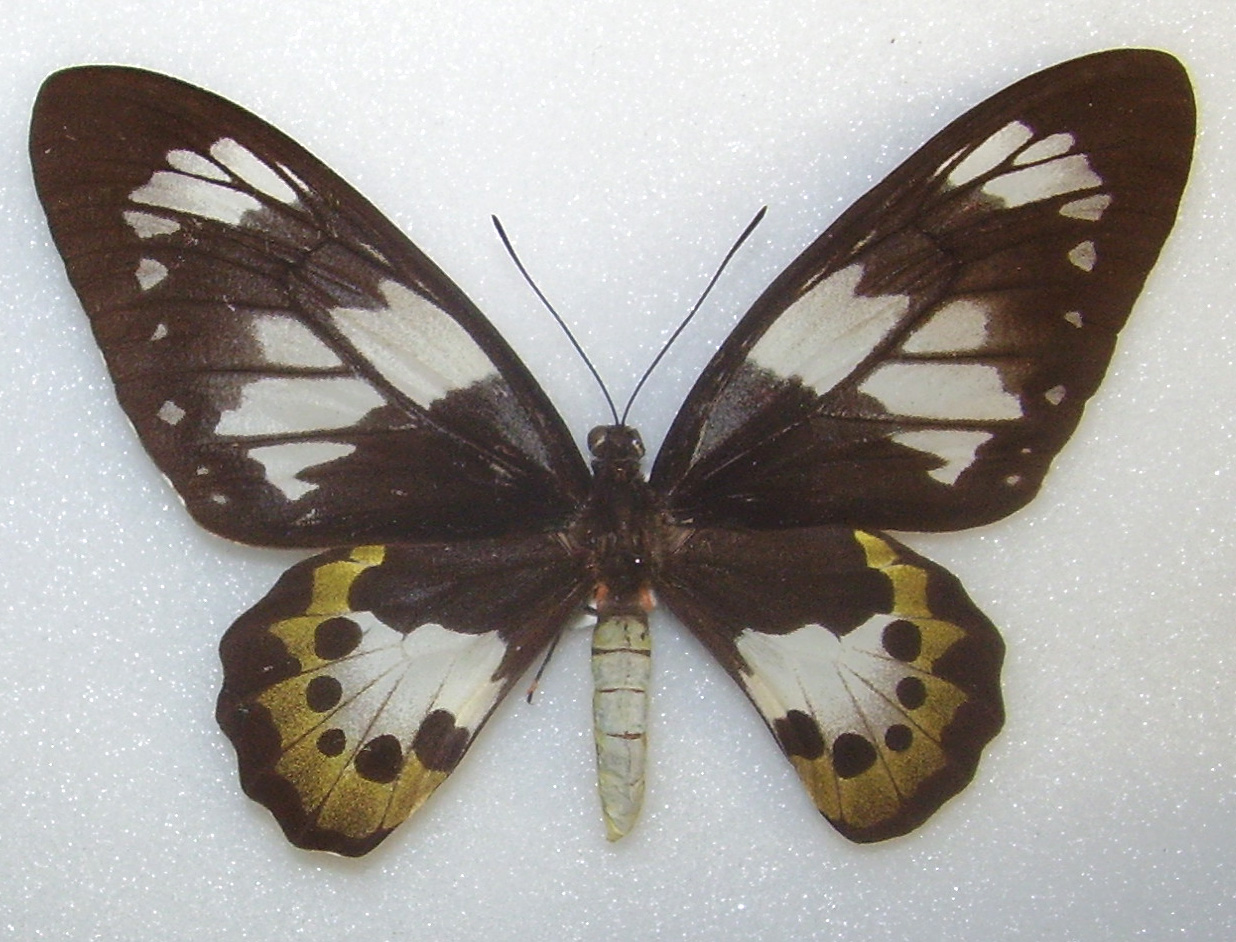